# جينادي ليتوفتشينكو
جينادي ليتوفتشينكو (بالأوكرانية: Литовченко Геннадій Володимирович)‏، من مواليد 11 سبتمبر 1963 في دنيبروديزرزهينينسك في أوكرانيا، لاعب كرة قدم سوفيتي وأوكراني سابق، ومدرب كرة قدم حالي.
بدأ مسيرته الكروية مع نادي دنيبرو دنيبروديزرزهينينسك في عام 1980، ولعب معهم حتى عام 1987، وشارك في تلك الفترة في 183 مباراة وسجل 36 هدف، وفي عام 1988 انتقل إلى نادي دينامو كييف، ولعب معهم حتى عام 1990، وقد شارك معهم في 82 مباراة وسجل 20 هدف، وفي عام 1991 انتقل إلى نادي أولمبياكوس اليوناني، ولعب معهم حتى عام 1993، وقد شارك معهم في 80 مباراة وسجل 9 أهداف، وفي عام 1993 انتقل إلى نادي أدميرا واكر، ولعب معهم حتى عام 1995، وشارك معهم في 19 مباراة وسجل 3 أهداف، وفي موسم 1995/1996 انتقل إلى نادي ليماسول القبرصي، ولعب معهم 7 مباريات واعتزل معهم كرة القدم.
و قد لعب مع منتخب الاتحاد السوفيتي لكرة القدم بين عامي 1984 و1990، وقد لعب في تلك الفترة 58 مباراة وسجل 15 هدف، وقد لعب مع منتخب أوكرانيا لكرة القدم بين عامي 1993 و1994، وقد شارك في 4 مباريات.
و بعد أن أعتزل كرة القدم، توجه إلى التدريب، ودرب نادي سيسكا كييف في موسم 1996/1997، وفي موسم 2000/2001 درب نادي كرفباس كرييف ريه، وفي موسم 2003/2004 درب نادي ميتاليست خاركيف، وفي موسم 2004/2005 درب نادي خاركيف.

## روابط خارجية
- جينادي ليتوفتشينكو على موقع الاتحاد الدولي (مؤرشف)  (الإنجليزية)
- جينادي ليتوفتشينكو على موقع الاتحاد الأوربي (الإنجليزية)
- جينادي ليتوفتشينكو على موقع اتحاد أوكرانيا (الإنجليزية)
- جينادي ليتوفتشينكو على موقع قاعدة بيانات كرة القدم.إي يو (الإنجليزية)
- جينادي ليتوفتشينكو على موقع ناشيونال فوتبول تيمز (الإنجليزية)
- جينادي ليتوفتشينكو على موقع عالم كرة القدم.نت (الإنجليزية)
- جينادي ليتوفتشينكو على موقع كووورة